# Estació de Muntanya
Muntanya o Travessera de Dalt és una estació en construcció de la L9/L10 del metro de Barcelona. En aquesta estació del Tram 3 (Zona Universitària – la Sagrera) hi tindran parada trens de la L9 i la L10.
Donarà servei als barris de la Salut i la Vila de Gràcia; així com al Parc Güell, el Mercat de Lesseps, l'Hospital de l'Esperança i a l'Hospital Evangèlic. L'accés se situarà a la Travessera de Dalt amb l'avinguda del Santuari de Sant Josep de la Muntanya. L'estació serà de tipus pou amb una profunditat de 47 metres i 26 metres de diàmetre, també disposarà de 6 ascensors de gran capacitat i 2 per a persones amb mobilitat reduïda (PMR) i una andana de 108 metres projectats.
La previsió inicial era obrir l'estació l'any 2007, però donats diversos contratemps es va anar endarrerint la data. El mes de juny del 2011 el Departament de Territori i Sostenibilitat de la Generalitat de Catalunya va anunciar que aquest tram, encara no construït, estava paralitzat temporalment mentre es buscava finançament, evitant al mètode alemany o peatge a l'ombra utilitzat a la resta de l'obra. La previsió actual és que el tram comú del túnel entri en servei l'any 2023, sense data de finalitació per a l'estació de Muntanya.
Article principal: L9 del metro de Barcelona
| Metro de Barcelona              |         |       |          |                        |
| Procedència/Destinació          | <       | Línia | >        | Procedència/Destinació |
| Aeroport T1                     | Lesseps | obres | Sanllehy | Can Zam                |
| Pratenc                         | Lesseps | obres | Sanllehy | Gorg                   |
| Font recorregut: PDI 2009-2018. |         |       |          |                        |